# Calypogeia rhombifolia
Calypogeia rhombifolia là một loài rêu tản trong họ Calypogeiaceae. Loài này được (Spruce) Stephani miêu tả khoa học lần đầu tiên năm 1908.